# Dancing with the Devil... the Art of Starting Over
Dancing with the Devil... the Art of Starting Over – siódmy album studyjny amerykańskiej piosenkarki Demi Lovato, wydany 2 kwietnia 2021 nakładem wytórni Island Records. Pierwszym singlem promującym krążek został utwór „Dancing with the Devil”. 
Po wydaniu poprzedniego albumu studyjnego Tell Me You Love Me w 2017 roku, Lovato przerwała karierę po hospitalizacji w 2018 roku i leczeniu z powodu przedawkowania narkotyków. W maju 2019 roku, piosenkarka ujawniła w wywiadzie, że podpisała umowę z nowym menedżerem, Scooterem Braunem. W styczniu 2020 roku podczas 62. ceremonii rozdania nagród Grammy zaprezentowała pierwszy utwór z płyty zatytułowany „Anyone”. Początkowo premiera Dancing with the Devil... the Art of Starting Over planowana była na rok 2020, jednak pandemia COVID-19 spowodowała przesunięcie premiery na kwiecień 2021 roku. 4 lutego miała swoją premierę kolaboracja Lovato z australijskim piosenkarzem Samem Fischerem pt. „What Other People Say”. 

## Lista utworów
| Edycja standardowa | Edycja standardowa                                     | Edycja standardowa                                                                                   | Edycja standardowa       | Edycja standardowa |
| Nr                 | Tytuł utworu                                           | Autorzy                                                                                              | Produkcja                | Długość            |
| ------------------ | ------------------------------------------------------ | --- | ------------------------ | ------------------ |
| 1.                 | „Anyone”                                               | Demi Lovato, Badriia "Bibi" Bourelly, Dayyon Alexander, Eyelar Mirzazadeh, Jay Mooncie, Sam Roman    | Alexander, Lauren D'Elia | 3:47               |
| 2.                 | „Dancing with the Devil”                               | Lovato, Mitch Allan, Bianca "Blush" Atterberry, John Ho                                              | Allan                    | 4:03               |
| 3.                 | „I.C.U. (Madison's Lullabye)”                          | Lovato, Atterberry, Philip Cornish                                                                   |                          | 3:16               |
| 4.                 | „Intro”                                                | |                          | 0:26               |
| 5.                 | „The Art of Starting Over”                             | Lovato, Caroline Pennell, Warren "Oak" Felder, Trevor David Brown, William Zaire Simmons             |                          | 2:47               |
| 6.                 | „Lonely People”                                        | Lovato, Felder, Justin Tranter, Pennell, Brown, Simmons, Billy Walsh                                 | Oak                      | 2:40               |
| 7.                 | „The Way You Don't Look at Me”                         | Lovato, Tranter, Eren Cannata, Julia Michaels, Jussi Karvinen, Pennell                               |                          | 2:28               |
| 8.                 | „Melon Cake”                                           | Lovato, Tranter, Cannata, Michaels                                                                   |                          | 3:32               |
| 9.                 | „Met Him Last Night” (featuring Ariana Grande)         | Grande, Thomas Brown, "Courageous" Xavier Herrera, Albert Stanaj                                     |                          | 3:24               |
| 10.                | „What Other People Say” (z Samem Fischerem)            | | Rykeyz, Allan            | 3:14               |
| 11.                | „Carefully”                                            | Marcus Andersson, Pennell, Lauren Aquilina                                                           |                          | 3:11               |
| 12.                | „The Kind of Lover I Am”                               | Lovato, Felder, Tranter, Pennell, Michaels, Brown, Simmons                                           |                          | 3:09               |
| 13.                | „Easy” (z Noah Cyrus)                                  | Matthew Bair, Taylor Goldsmith, Madison Love, Simon Wilcox                                           |                          | 3:28               |
| 14.                | „15 Minutes”                                           | Lovato, Felder, Brown, Simmons, Tranter, Atterberry, Gregory "Aldae" Hein                            |                          | 2:51               |
| 15.                | „My Girlfriends are My Boyfriend” (featuring Saweetie) | LovatoFelderAndrew "Pop" WanselLoveMichael PollackDiamonté Harper                                    |                          | 3:07               |
| 16.                | „California Sober”                                     | Lovato, Felder, Alex Niceforo, Keith Sorrells, Pennell, Andersson, Aquilina, Sam Homaee, Jon Wienner |                          | 3:05               |
| 17.                | „Mad World”                                            | Roland Orzabal                                                                                       |                          | 3:02               |
| 18.                | „Butterfly”                                            | Andersson, Aquilina, Pennell                                                                         |                          | 2:37               |
| 19.                | „Good Place”                                           | Lovato, Tranter, Cannata, Michaels                                                                   |                          | 3:04               |
|                    |                                                        | |                          | 57:11              |

## Notowania
| Lista przebojów (2021)             | Najwyższa pozycja |
| ---------------------------------- | ----------------- |
| Australia (ARIA Charts)            | 8                 |
| Austria (Ö3 Austria Top 40)        | 8                 |
| Belgia (Ultratop Flandria)         | 5                 |
| Belgia (Ultratop Walonia)          | 14                |
| Czechy (ČNS IFPI)                  | 23                |
| Francja (SNEP)                     | 56                |
| Hiszpania (PROMUSICAE)             | 9                 |
| Holandia (MegaCharts)              | 4                 |
| Irlandia (IRMA)                    | 8                 |
| Kanada (Billboard Canadian Albums) | 6                 |
| Litwa (AGATA)                      | 46                |
| Niemcy (Media Control Charts)      | 12                |
| Norwegia (VG-Lista)                | 4                 |
| Nowa Zelandia (Recorded Music NZ)  | 12                |
| Polska (OLiS)                      | 28                |
| Portugalia (AFP)                   | 3                 |
| Słowacja (ČNS IFPI)                | 19                |
| Stany Zjednoczone (Billboard 200)  | 2                 |
| Szwajcaria (Alben Top 100)         | 7                 |
| Węgry (MAHASZ)                     | 26                |
| Wielka Brytania (OCC)              | 2                 |
| Włochy (FIMI)                      | 36                |